# St.-Jürgens-Kirche (Lilienthal)

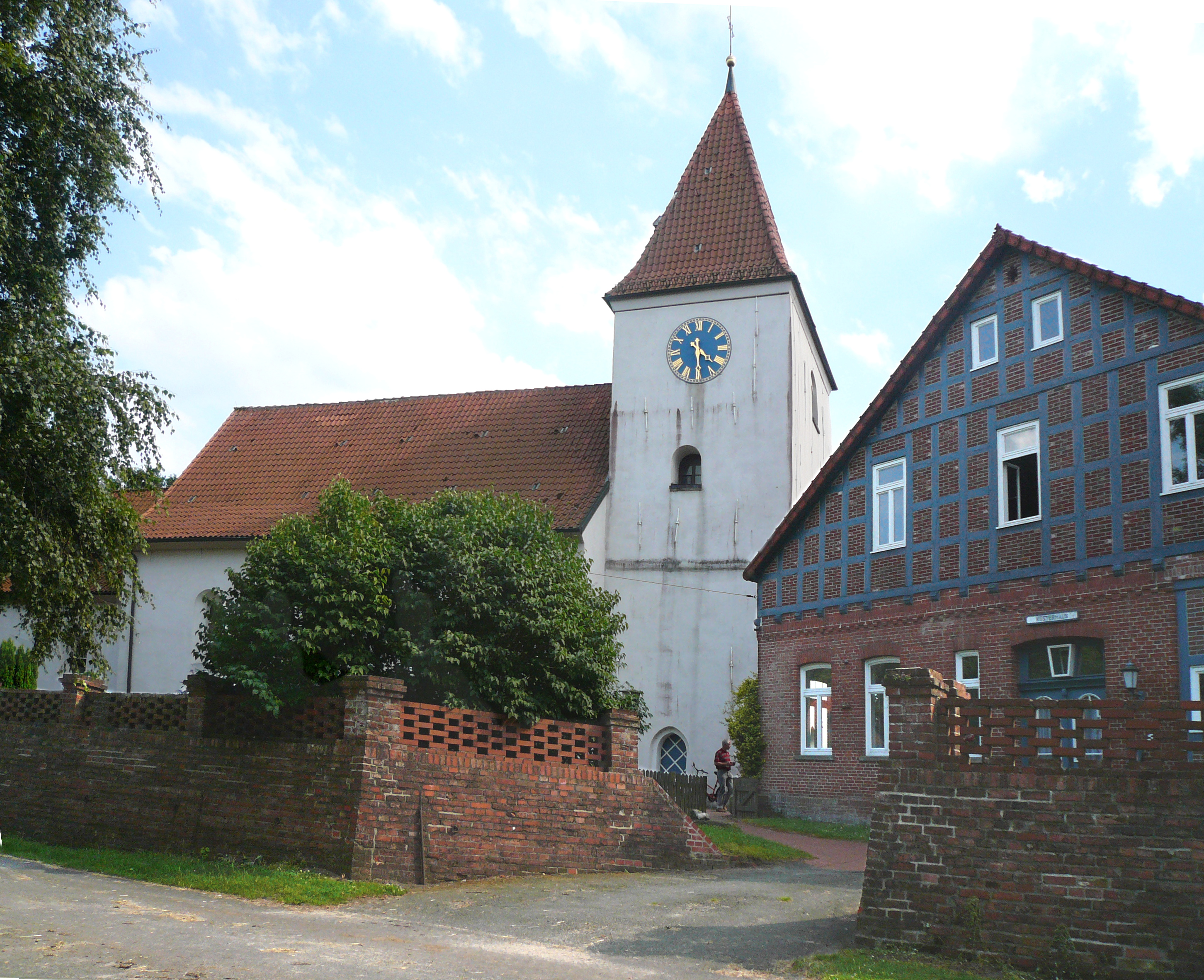
Die St.-Jürgens-Kirche aus nördlicher Richtung mit dem nebenstehenden Küsterhaus (Juli 2009)

Die St.-Jürgens-Kirche im Ortsteil St. Jürgen von Lilienthal in Niedersachsen ist eine evangelisch-lutherische Kirche. Das kleine Gotteshaus aus dem 12. Jahrhundert mit dem vorreformatorischen Patrozinium des heiligen Georg (Jürgen ist die norddeutsche Namensvariante) öffnete sich 1535 für die Reformation. Bis ins 20. Jahrhundert wurde es regelmäßig von Hochwassern umspült.
St. Jürgen wurde Anfang 2015 mit St. Marien zur neuen Kirchengemeinde Lilienthal fusioniert, die etwa 8300 Mitglieder hat und über den Kirchenkreis Osterholz-Scharmbeck der Hannoverschen Landeskirche angehört.
Die Kirchenwarft und der Friedhof stehen unter Denkmalschutz (siehe auch Liste der Baudenkmale in Lilienthal).

## Lage

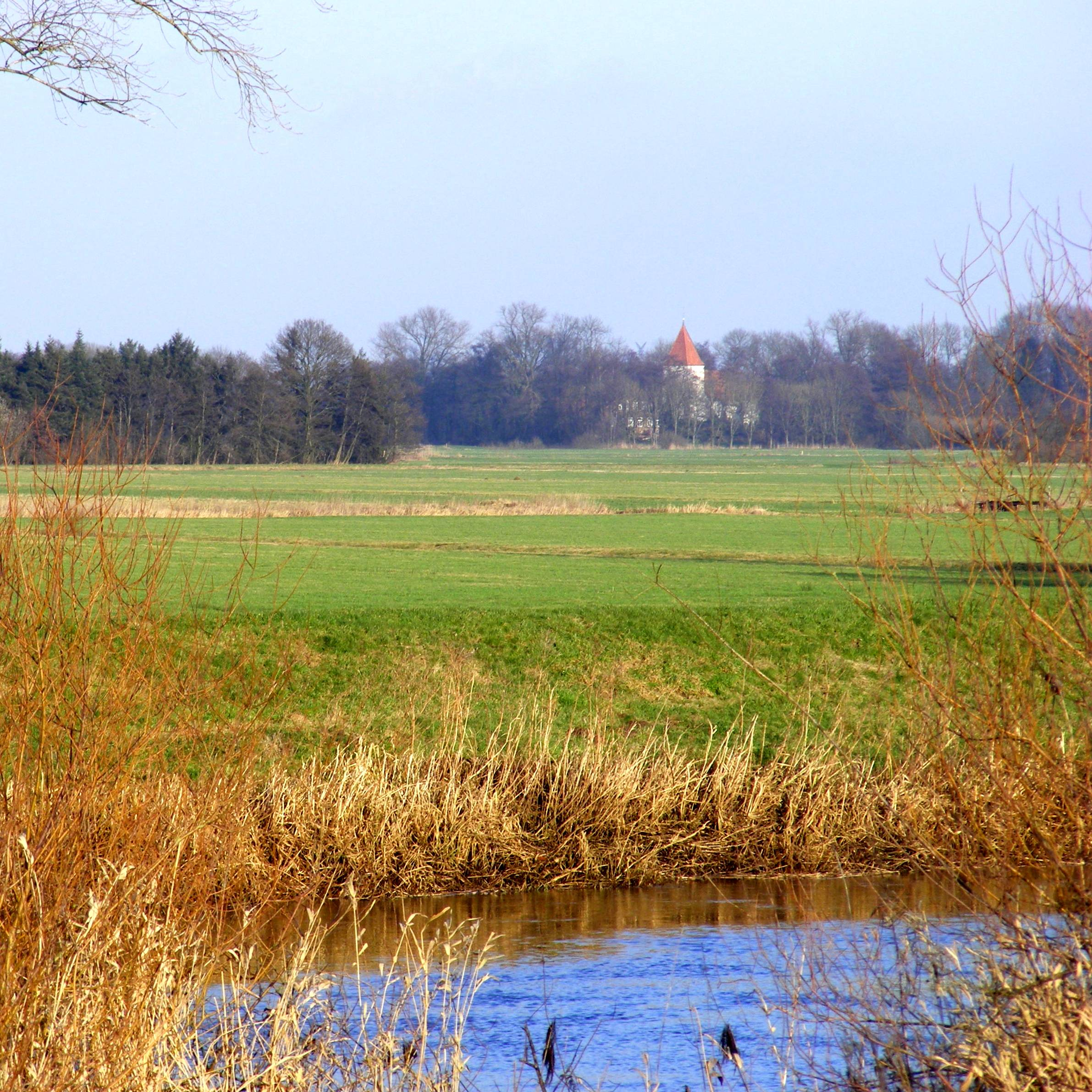
Die Kirche vom Bremer Wümmedeich aus gesehen

Gelegen auf einer Kirchwarft besitzt die St.-Jürgens-Kirche eine weithin dominante Stellung innerhalb der vollkommen flachen Marschwiesen des niedersächsischen St.-Jürgen-Landes nördlich der Wümmemäander und des bremischen Blocklandes, das sich südlich an selbige anschließt. Die Wümme bildet also die Landesgrenze. Unmittelbar an der Südseite an das Grundstück anschließend fließt mit dem Kirchfleet ein größerer Entwässerungsgraben in ost-westlicher Richtung. Neben dem Kirchengebäude stehen jeweils aus Fachwerk das 2004 wieder aufgebaute Backhaus, ein Küsterhaus und das reetgedeckte Pfarrhaus. Das Ensemble liegt am schräg von Nordosten gen Südwesten verlaufenden Kirchweg, der die Kreisstraße 8 mit dem Wümmedeich in der Ortschaft Höftdeich verbindet. Von der Kirche ausgehend verläuft in westlicher Richtung ein letztes Teilstück der alten Moorkampstraße, die um 850 Teil eines Verbindungsweges zwischen Bremen und Hamburg war. Die St.-Jürgens-Kirche ist wie fast alle alten christlichen Sakralbauten geostet, das heißt nach Osten ausgerichtet. Sie liegt auf dem Meridian des Bremer Doms und exakt 11,27 Kilometer nördlich von diesem. Politisch betrachtet gehört der früher selbständige Ort St. Jürgen seit der Eingemeindung 1974 als Ortsteil zu Lilienthal – ebenso wie die ihm zugeordneten zehn Ortschaften, die ehemals eigenständige Kirchengemeinden bildeten. Die Gebäude sind seit alter Zeit so nummeriert, dass das Pfarrhaus als Nr. 1, das Backhaus als Nr. 1 b, die Kirche als Nr. 2, das Küsterhaus als Nr. 3 und ein Angebäude in Höftdeich als Nr. 4 geführt werden. Kirche und Landschaft sind ein beliebtes Ziel für Ausflügler.

## Geschichte und Beschreibung

### Geschichte

#### Baugeschichte
Die Anfänge der Kirche gehen zurück auf eine kleine steinerne Wegkapelle, die Erzbischof Ansgar um 865 am heutigen Standort auf einer Sanddüne errichten ließ. Im damals unwegsamen Gelände von Bremen zur Osterholzer Geest diente sie vermutlich auch als Schutzburg und Wachturm.
Das Baujahr ist unbekannt. Als gesichert gilt, dass holländische Siedler 1106 mit dem Erzbischof Friedrich I. von Bremen einen Vertrag aushandelten, der den Bau von Kirchengebäuden in der Region gestattete. Man geht heute davon aus, dass die St.-Jürgen-Kirche um 1190 errichtet wurde. Erstmals urkundlich erwähnt wird die Gemeinde 1244. Der Turm wurde erst im 15. Jahrhundert in Verbindung mit anderen Umbauten errichtet. Andere Quellen vermuten, zuerst sei nur der Chor mit der Apsis gebaut worden, weil er ältere architektonische Spuren aufweise, und das Langhaus sei in der zweiten Hälfte des 13. Jahrhunderts hinzugefügt worden.
Mitte des 18. Jahrhunderts gab es noch eine Kapelle in Form eines 14 mal 18 Fuß großen Anbaus an den Chor; sie besaß einen Messaltar, einen Weihwasserkessel und eine Messglocke. Der Kirchenvorstand ließ die Kapelle vermutlich um 1747 abtragen, weil „die zu spät kommenden Kirchgänger und auch die Jugend vielen Unfug zur Hinderung des öffentlichen Gottesdienstes darin getrieben“. Im 20. Jahrhundert gab es drei bedeutende Restaurierungen des Kirchenschiffs. 1931 wurde nach Plänen des Architekten Kurt Schulze-Herringen die ursprüngliche Gestalt der Kirche wieder hergestellt, nachdem der Innenraum zuvor immer wieder dem jeweiligen Zeitgeschmack angepasst worden war. Von April bis Oktober 1961 ließen Jan Noltenius (Bremen) und der Maler H. Oetke (Delmenhorst) Renovierungsarbeiten ausführen, nachdem ein Jahr vorher schwerwiegende Schäden am Turm beseitigt worden waren. Bei der Sanierung von 1986 gelang es, im Bereich der alten Sakristei an der Südseite des Chorraumes Fundamente der alten Kapelle freizulegen. Als während dieser Maßnahme der Außenputz des Kirchenschiffes abgeschlagen wurde, trat zutage, dass die Kirche im Giebelbereich sowie zur Nord- und zur Südseite der Kirchenwände erweitert worden war. Dies war vermutlich um 1747 geschehen, denn der ehemalige Pastor Johann Wilhelm Hönert schrieb in seinen Aufzeichnungen:

„Man hatte uns ums Jahr 1747 bemerket, daß der gesamte Dachstuhl der Kirche, des Turmes samt dem Glockenstuhl in Gefahr des Einsturzes geraten ist.“

An anderer Stelle wird gemutmaßt, die Gewölbe des Längsschiffes könnten erst im 14. Jahrhundert anstelle einer ursprünglichen Holzbalkendecke eingezogen worden sein. Da die Gewölbe mit einem sehr viel höheren Gewicht auf den Wänden lasteten als die vorherige Decke, seien später die Außenmauern verstärkt worden. In St. Jürgen finden sich in den Gewölben jedoch romanische Linienführungen, die darauf hindeuten, dass die Gewölbe bereits sehr früh eingezogen wurden oder von Anfang an Teil der Kirche waren.

#### Kirchengeschichte

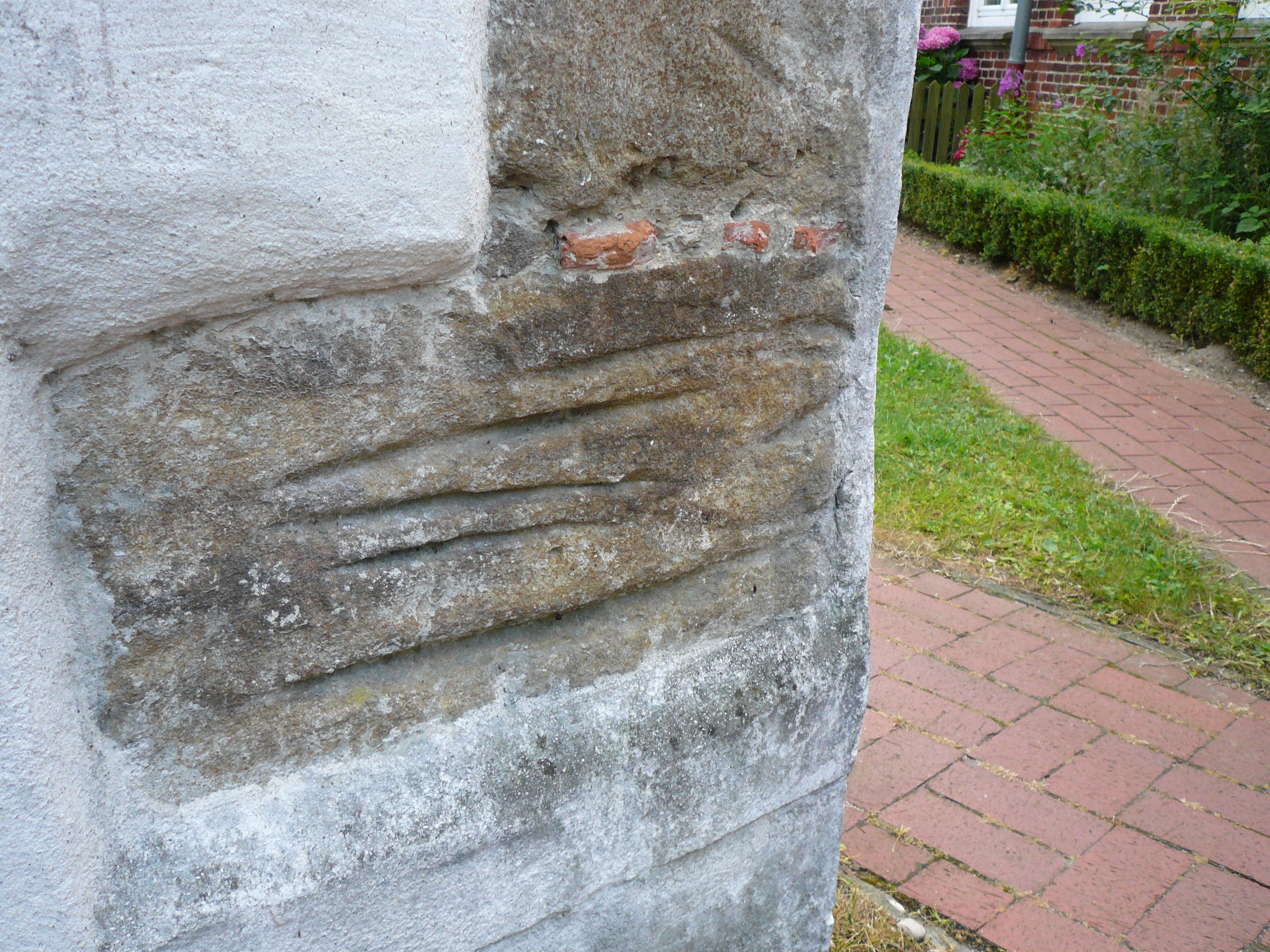
Kerben und Furchen, die zahllose Schwerter und Messer im weichen Sandstein hinterlassen haben

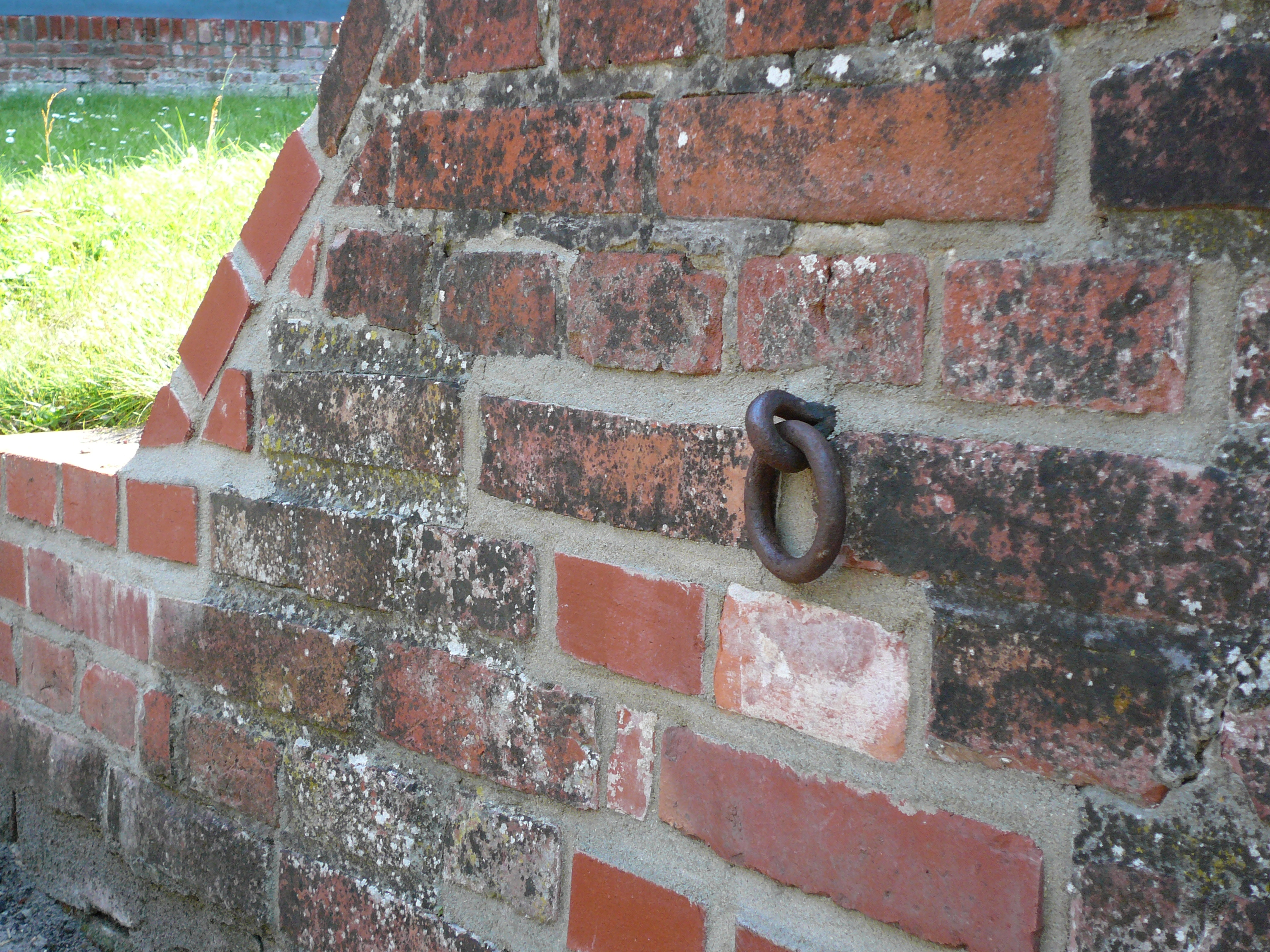
Einer der Ringe am Kirchenwall, an dem bei Überflutungen die Boote festgebunden wurden

Nach ihrer Erbauung war die St.-Jürgens-Kirche wahrscheinlich eine Wallfahrtsstätte. Darauf deuten die teils tiefen Furchen an der Nordwestecke des Turmes hin. Sie sind ein Zeichen dafür, dass dort Männer, eventuell Krieger, ihre Messer und Schwerter am damals als heilig geltenden Sandstein gewetzt und geschliffen haben.
Die Reformation erreichte St. Jürgen für die Region verhältnismäßig spät. Der letzte katholische Priester Warnerus Weber wurde 1535 gegen die Zahlung von 60 Bremer Mark von den St. Jürgener Kirchengeschworenen Johann Borcherdes, Lüder Rust und Arend Barnstorp zum Rücktritt bewogen. Wann genau der erste lutherische Prediger Bartholomäus kam, ist unklar. In den Chroniken folgt eine Lücke von 100 Jahren, bevor Pastor Lademann erwähnt wurde, der um 1645 in der Kirche tätig war. Einer seiner Nachfolger, Florenz Holzkamp, wurde angeblich nach nur dreijähriger Amtszeit 1671 von Anwohnern auf bestialische Art und Weise ermordet. Sie überfielen ihn des Nachts, streute ihm Schießpulver in den aufgeschnittenen Brustkorb und in die Waden, zündete es an und marterte ihn zu Tode. Der Grund für diese Gewalttat ist unklar und nicht überliefert.
Ein stetes Problem für das Gebäudeensemble waren im Laufe der Jahrhunderte die jährlichen Überschwemmungen der Marschwiesen durch Hochwasser der Wümme oder der Weser. Bei den Überflutungen ragte die Kirche auf einer Warft oft als einziges Gebäude aus dem Wasser, weshalb ab und an von der Insula perdita (de.: „Verlorene Insel“) gesprochen wurde. In solchen Fällen waren die Kirchgänger im Sommer gezwungen, mit Ruderbooten zum Gottesdienst zu fahren, wovon mehrere Eisenringe am 1889 errichteten steinernen Kirchenwall zeugen, an denen die Kähne festgebunden wurden. Im Winter fuhren die Gottesdienstbesucher mit Schlitten oder auf Schlittschuhen zur Kirche. Bei sehr widrigen Witterungsbedingungen konnte es auch vorkommen, dass der Gottesdienst sechs Wochen lang ausfiel; Pastor und Küster waren lange Zeit isoliert. Auch das Kirchenschiff stand oftmals bis zu einem Meter unter Wasser und das Küsterhaus wurde zeitweise verwüstet (u. a. 1682 und 1861). Um 1820 wurde auf der Warft ein Schutzwall aus Baumstämmen errichtet. Seit 1935 ist kein Hochwasser mehr an die Oberkante des Erdhügels gestiegen. In den Sommermonaten wuchsen infolge der Überflutungen in den sumpfnassen Wiesen großflächige Röhrichte und Seggenriede und bildeten die natürliche Pflanzendecke. Bald schon wurde die Kirche deshalb als Ecclesia Beati Georgii in Terra Graminum („Kirche des heiligen Georg im Lande der Gräser“) oder Villa Sancti Georgii in Terra Graminum („Haus des heiligen Georg im Lande der Gräser“) bezeichnet.
Die Kirche war auch Treffpunkt für die Bewohner der Gemeinde und der Region. Auf dem Kirchhof fanden Gerichtsverhandlungen statt. Es war der Ort, an dem der neue Unterrichter von St. Jürgen „gehört“ und somit in sein Amt eingeführt wurde. Dazu hoben ihn die versammelten Gemeindemitglieder in seinem Sessel dreimal empor und riefen die Worte „Ich höge den jungen Erbenrichter thom ersten, annern und darten Mahl“. Anschließend verlas man ihm die Grenzen seiner Jurisdiktion. In der alten Kapelle wurden zudem bis zu deren Abriss Hochzeiten gefeiert. Das kleine Gebäude hieß deshalb umgangssprachlich auch Brauthaus. Einer Legende nach erfand Karl J. Ludolf Parisius (Pastor von 1881 bis 1892) um 1871 als Student die Ansichtskarte, als er auf die Idee kam, Karten zu bemalen und an Bekannte zu versenden.

### Kirchengebäude

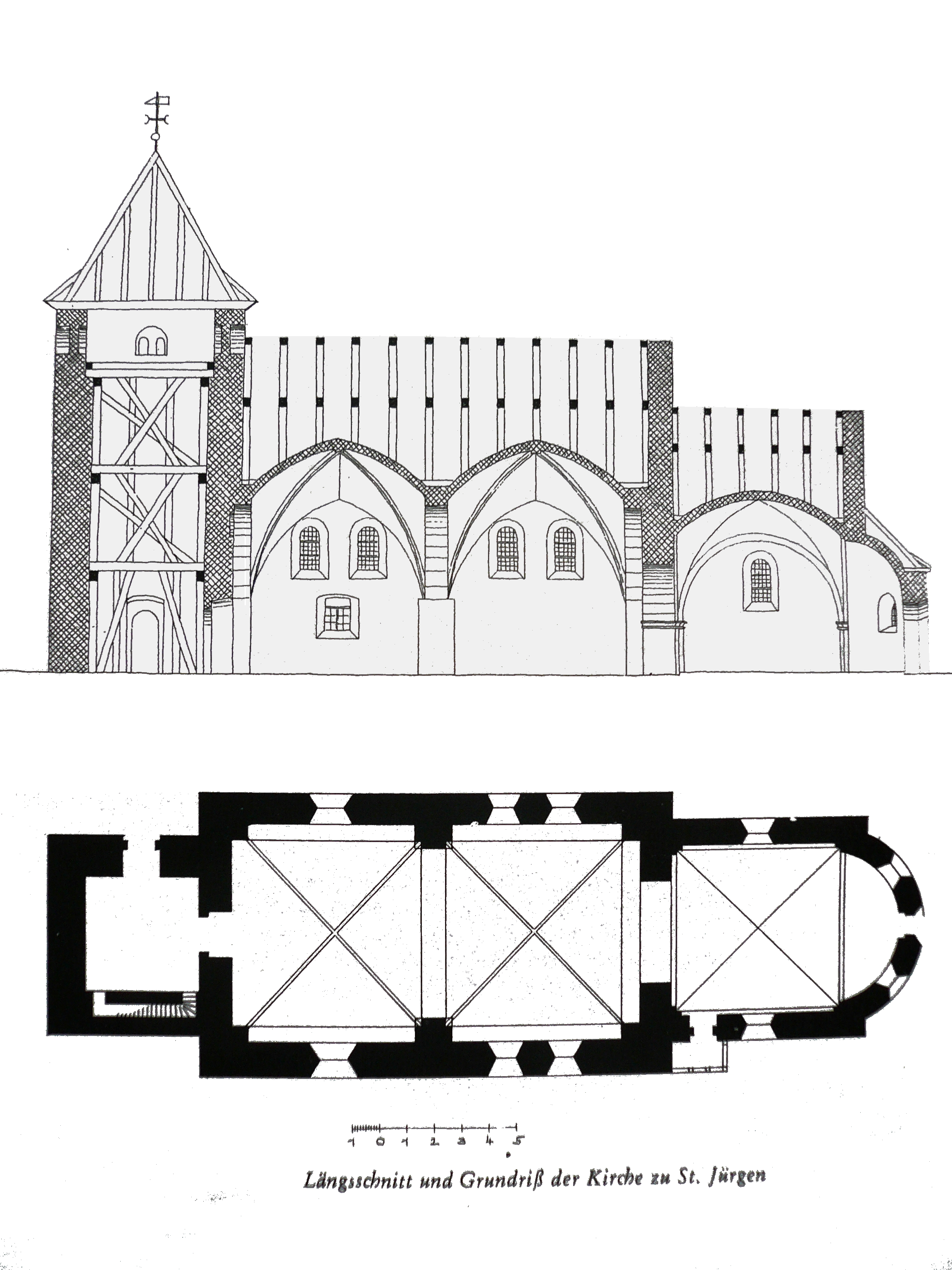
Längsschnitt und Grundriss der Kirche

Das Gebäude ist ein innen wie außen weiß verputzter romanischer Back- und Sandsteinbau mit einer Gesamtlänge von 31,5 Metern und einer Breite von bis zu zehn Metern. Zwei Kreuzrippengewölbe dominieren den Innenraum der Kirche. Eines von ihnen kulminiert direkt über der Orgel auf ihrer Empore, während das andere den Großteil der Sitzbänke überspannt. Beide sind acht Meter hoch, 7,75 Meter breit und sechs Meter lang und werden von einem gleichförmigen, zwölf Meter hohen Satteldach bedeckt. An die Gewölbe schließt sich nach Osten der 6,25 Meter lange, 6,5 Meter breite und 6,25 Meter hohe Chor- oder Altarraum an, der spätromanische Spuren aufweist. Über ihm ist das Dach 9,5 Meter hoch. Den Abschluss der Kirche bildet nach Osten die Apsis mit einer Höhe von bis zu 4,75 Metern. Sie ist 6,5 Meter breit und 2,5 Meter tief.
Der Turm am westlichen Ende des Bauwerkes ist mit Wetterfahne, die den drachentötenden heiligen Georg zeigt, 21,25 Meter hoch, ohne Wetterfahne sind es 19 Meter. Er hat in seiner Südwand einen nicht öffentlichen Treppenaufgang; die Grundfläche des Turms beträgt 7 × 5,75 Meter. Die Kirchenuhr ist an der Nordwand angebracht.
Das Kirchenschiff hat 15 romanische Rundbogenfenster. Finden sich im Chor zu jeder Seite eines und in der Apsis drei kleine bunte Bleiglasfenster, baute man in die Gewölbe je vier Fenster – zwei in jeder Wand – ein. Darunter im Orgelgewölbe sind es noch zwei kleinere, zurückgesetzt in der dicken Wand. In früheren Zeiten befanden sich dort Eingänge, wobei der Haupteingang an der Südseite lag.

#### Ausstattung

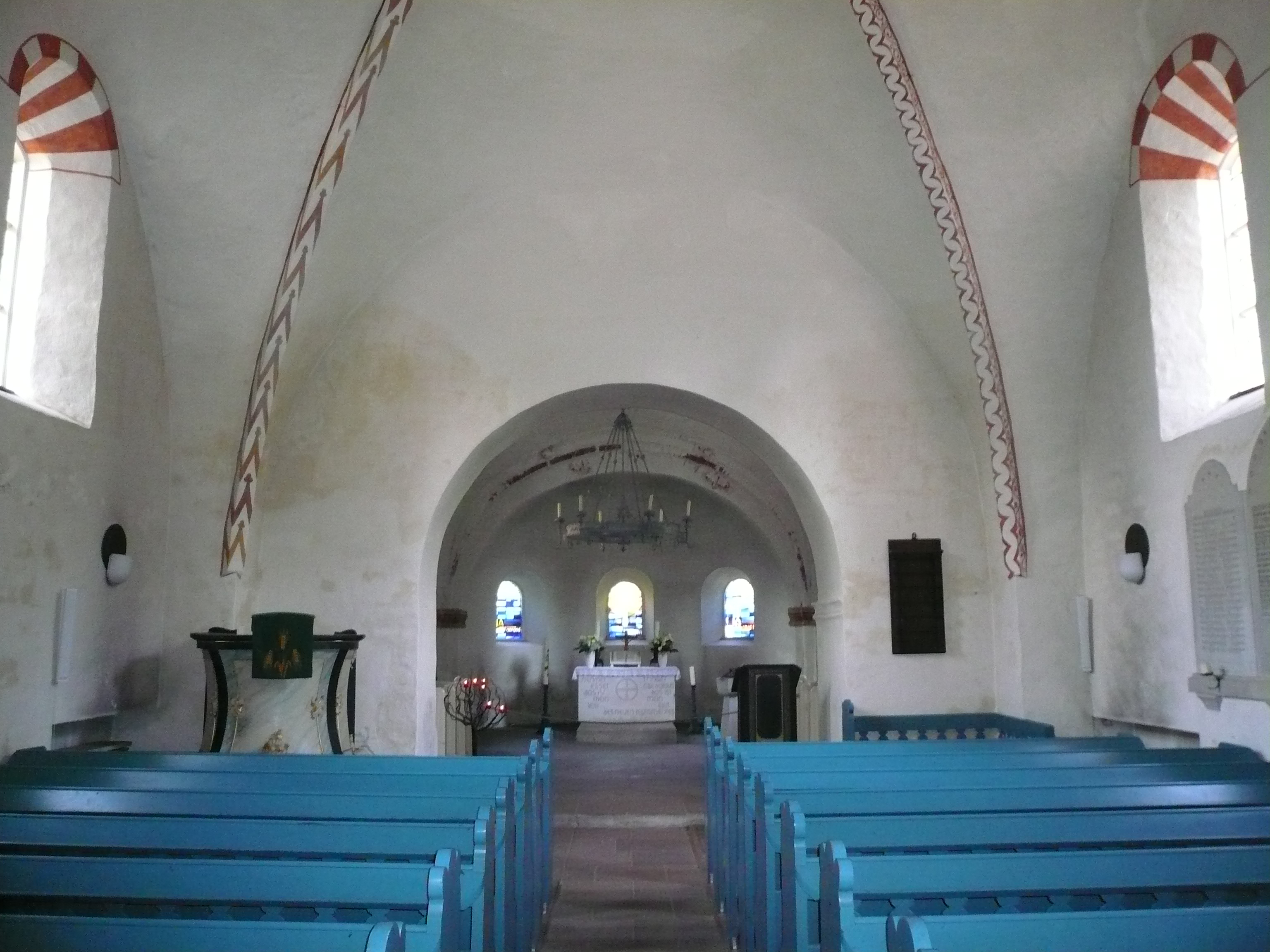
Kirchenschiff

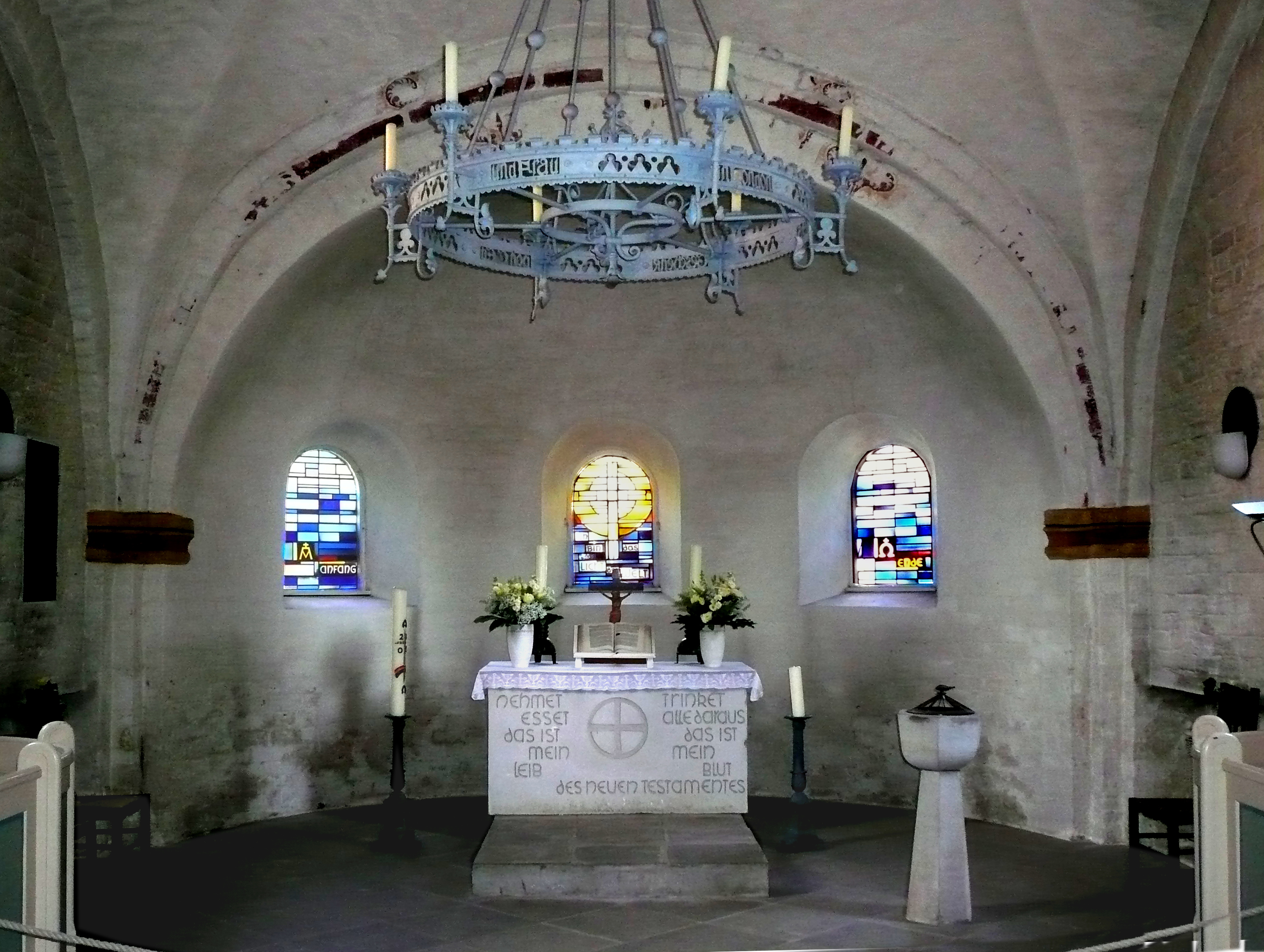
Altarraum mit Taufbecken, Altar, Bleiglasfenstern und dem alten Leuchter

Das Innere der Kirche ist schlicht und hell gehalten und die hellblauen Sitzbänke vermitteln einen norddeutschen Charakter. Die Kanzel befindet sich auf der von der Gemeinde aus gesehen linken Seite am Durchgang vom Kreuzgewölbe zum Altarraum. Zu den Kleinoden der Kirche zählt ein großer, alter Leuchter im Kirchenschiff. Er wurde der Gemeinde 1895 von einem Londoner Kaufmann geschenkt. Man entfernte ihn 1931 im Zuge einer grundlegenden Renovierung und lagerte ihn zusammen mit einem anderen jahrzehntelang auf dem Boden des Küsterschulhauses beziehungsweise auf dem Dachboden des Pfarrhauses. Ende der 1980er Jahre veranlasste der Kirchenvorsteher Jürgen Scholtissek die Wiederherstellung der Leuchter. Jener aus London, dessen Kerzen zu allen hohen Fest- und Feiertagen entzündet werden, wurde Ostern 1989 wieder in den Chorraum gehängt.
Berühmtheit innerhalb der Gemeinde erlangte ein Figurenstreit im 18. Jahrhundert. Neben der Kanzel stand damals ein Ensemble aus zwei mittelalterlichen, halbmannshohen Holzplastiken. Sie zeigten den Ritter St. Georg mit seinem Pferd sowie einen berittenen Stallmeister. Pastor Lorenz Gerhard Bergst ließ die Figuren 1751 wegen Baufälligkeit und Wurmbefall auf dem Kirchboden auslagern. Sein Nachfolger Johann Wilhelm Hönert widersetzte sich bei seinem Amtsantritt 1758 dem ausdrücklichen Wunsch der Gemeinde, die Plastiken wieder aufzustellen. Er vertrat die Ansicht, dass „die Einwohner damit abergläubischen Missbrauch trieben“. Als Entschädigung schenkte er den erzürnten Kirchgängern ein Epitaph mit einer Alabasterdarstellung des heiligen Georg. Das Original wird im Pfarramt verwahrt, eine Tonnachbildung von Alma Tietjen befindet sich an der ursprünglichen Position an der Nordwand.
Am Turmeingang ist der Rest eines steinernen Frauenkopfes sowie eines Spruchbandes mit gotischen Minuskeln zu sehen und an der Außenseite der Südwand wurde 1684 in knapp drei Metern Höhe eine etwa 25 Zentimeter große quadratische Steinplatte eingelassen, die als Sonnenuhr dient.

#### Malereien
Im Inneren des Kirchenschiffs fanden sich in früheren Jahrhunderten zahlreiche filigran ausgearbeitete spätgotische Wandmalereien aus der Zeit vor 1500. Pastor Johann Wilhelm Hönert beschrieb im 18. Jahrhundert bildhaft die dichte figurale Ausmalung. Demnach war neben künstlerisch wertvollen Apostelbildern beispielsweise am Turmbogen ein überlebensgroßes Bild des heiligen Georg zu sehen, der mit dem Lindwurm kämpft, während ein König mit Krone und Zepter zusieht. An einem Erker prangten Gemälde gekrönter Frauen und im turmnahen Kreuzgewölbe war die Auferstehung Jesu Christi im Beisein dreier römischer bewaffneter Wächter dargestellt. Das zweite Gewölbe über der Kanzel zierte eine Malerei, die übergreifend die Geburt Jesu Christi, das Jüngste Gericht, die Auferstehung der Toten, Himmel und Hölle sowie diverse Teufelsdarstellungen mit Verführungen zur Sünde als Warnung wider Unehrlichkeit zeigte. Im Chor- oder Altargewölbe dagegen wurde die Passionsgeschichte wiedergegeben. Bereits 1759, im zweiten Jahr seiner Amtszeit, ließ Hönert mit Zustimmung des Konsortiums diese vermutlich frühmittelalterlichen Werke jedoch entfernen. Er nahm an ihnen Anstoß und beklagte sich im Lagerbuch des Pastorats ausführlich über die mangelhafte Ausarbeitung der Malereien, die lästerlichen Motive und die Umsetzung. Eingangs seiner Beschwerde fasste er Folgendes bereits in einem Satz zusammen:

„Was aber sehr unanständig und ärgerlich ins Auge fiel, waren die wunderlichen Gemälde, mit welchen die Wände über und über beschmiert waren. Zwischen den Fenstern sah man Figuren, daß dasselbst einige Abbildungen von den Aposteln von einer gewiß nicht unfeinen Hand geschildert gewesen, an den übrigen aber hat nur ein elender Meister gearbeitet.“

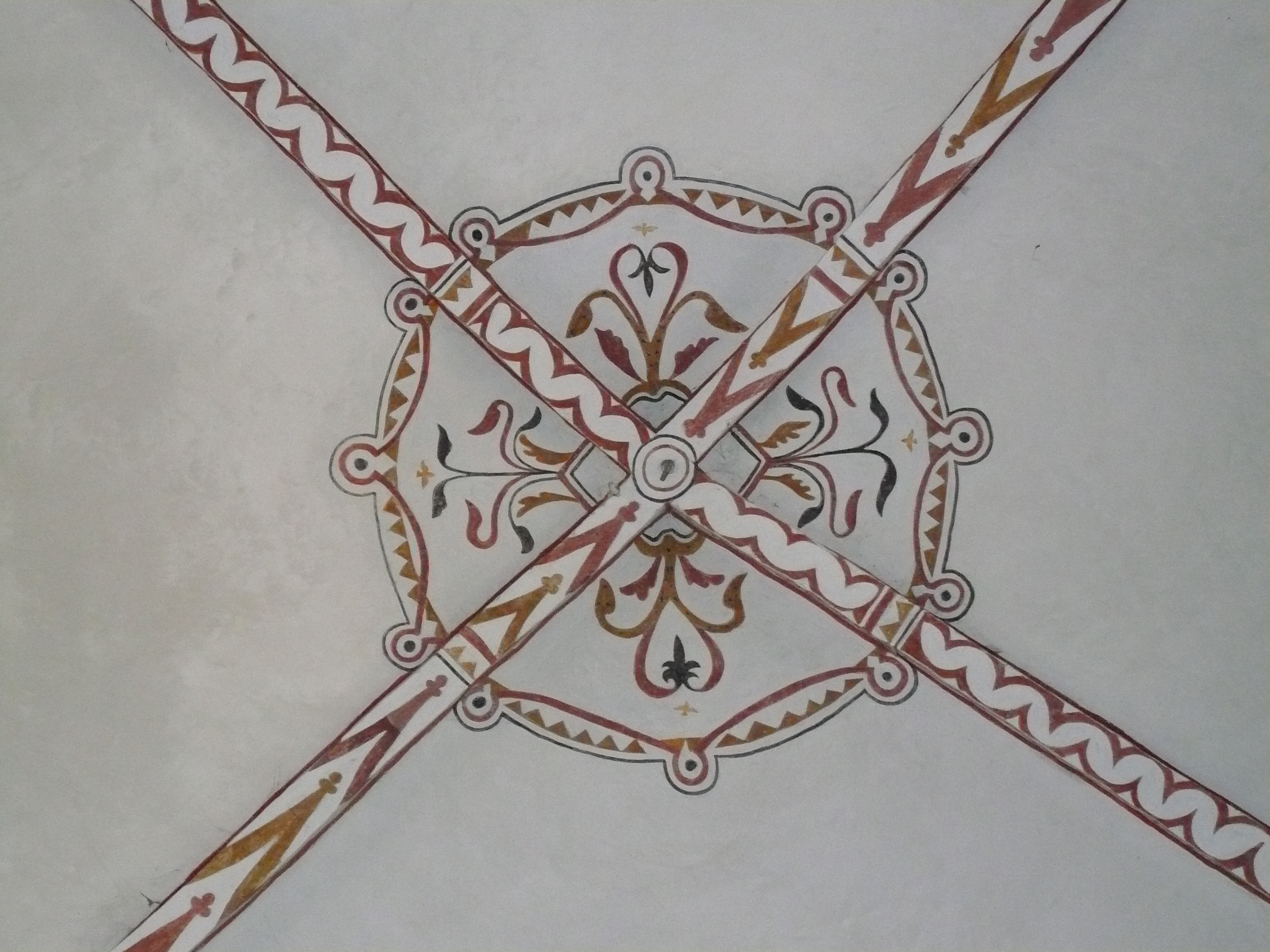
Malereien im Kreuzungspunkt eines der beiden Kreuzrippengewölbe

Nach Beendigung seiner Arbeiten vermerkte er, die Kirche sei „von den Bildern gereinigt und augeweißet“.
Nur wenige Darstellungen entkamen damals der Zerstörung. Bis zur Renovierung 1931 existierten noch zwei großflächige Malereien. An der Apsiswand hinter dem Altar umrahmten zwei Apostel das mittlere Fenster und im Kreuzgewölbe fand sich über dem Durchgang zum Altarraum eine Darstellung des heiligen Georg bei der Tötung des Drachen, versehen mit dem bogenförmig verlaufenden Spruchband „GOTT GAB DEN SIEG DURCH JESUM CHRIST“. Eine umfangreiche Untersuchung im Jahr 1989 sollte herausfinden, ob Hönert die Werke gänzlich vernichten oder lediglich überstreichen ließ. Man kam zu dem Ergebnis, dass damals 80 bis 90 Prozent der Zeichnungen vollständig abgeschabt wurden – vermutlich einschließlich der darunter liegenden noch älteren Malereien.
Obschon der Renovierung 1931 ebenfalls zwei wichtige Bilder zum Opfer fielen, sind viele der heute sichtbaren Malereien doch dieser Sanierung zu verdanken. So entstanden etwa die meisten Ornamente als Rekonstruktion der in jenem Jahr freigelegten Überreste. Im nordöstlichen Zwickel des Orgelgewölbes kam darüber hinaus eine kleine Teufelsdarstellung zum Vorschein, die in den 1960er Jahren mit Dispersionsfarbe überstrichen worden war und vor einigen Jahren endgültig gerettet wurde. Auch die alten Ausmalungen der Gewölberippen und Gurtbögen konnten 1931 gesichert werden. Mittlerweile ist der graue Kunststoffanstrich der 1960er Jahre an den Gewölben und Wänden entfernt und durch einen schützenden Kalkanstrich ersetzt worden, der in Farbton und Textur dem romanischen und gotischen Grundanstrich entspricht. Als Beleg für die spätgotische Bemalung konnte 1990 eine relativ große, feingliedrige Rankenornamentik im Südostzwickel nachgewiesen werden.
Völlig unberührte Malereien in ihrem ursprünglichen Zustand gibt es demnach kaum noch. Solche finden sich – teilweise allerdings noch nicht freigelegt – vorwiegend im Chorraum, wo gotische Ornamente gefunden wurden. Den Proben zufolge ist dort noch etwa ein Drittel der Darstellungen in Form größerer Schollen vorhanden. Eine vollständige Freilegung wäre sehr langwierig, kompliziert und kostenintensiv, weshalb man sich bei der Restaurierung auf die Freilegung eines kleinen Bereichs als Beleg einigte. Ein sehr hübsches und deshalb in vielen Schriften abgebildetes Motiv ist ein Fragment an der Südwand der Orgelempore. Es zeigt den Kopf und den Oberkörper eines Apostels. Die romanischen Fensterbögen sind mit roten Streifen geschmückt und an der Brüstung der Orgelempore finden sich elf gleich große, rechteckige Malereien. Diese sind Sinnbilder der der Gemeinde angeschlossenen Ortsteile und stellen das Leben im St.-Jürgens-Land dar. Es sind unter anderem reetgedeckte Fachwerkhäuser, eine Windmühle, ein Torfkahnschiffer auf einem Entwässerungskanal und eine Bäuerin mit Tragjoch.

#### Abendmahlgerät
Die kleine Gemeinde verfügt über altes Abendmahlgeschirr. Die Kanne und die Patene beispielsweise stammen aus dem 19., der größere Kelch aus dem 18. Jahrhundert. 1694 stiftete ein Kirchgänger eine Hostiendose mit der Inschrift Hinrich Garves hat diese Schachtel an die Kirche St. Jurgen verehrt. Am wertvollsten jedoch ist ein kleiner silberner Kelch mit Goldbesatz, der nachweislich von 1524 stammt, also noch aus vorreformatorischer Zeit. Er war lange Zeit in Vergessenheit geraten, bevor man ihn 1883 im Altarraum hinter einer kleinen eisernen Gittertür wiederentdeckte.

#### Orgel
„Ein Organist ist noch nie Hierselbst gewesen, weil keine Orgel da ist. Gleichwohl wäre hier wohl selbst eine Orgel gar notwendig: Als ohnehin die seit 1740 hier selbst bestallten Küster des Singens so wenig erfahren, daß der Gesang zum höchsten verwildert ist und kaum die gewöhnlichsten Gesänge nicht können gesungen werden.“

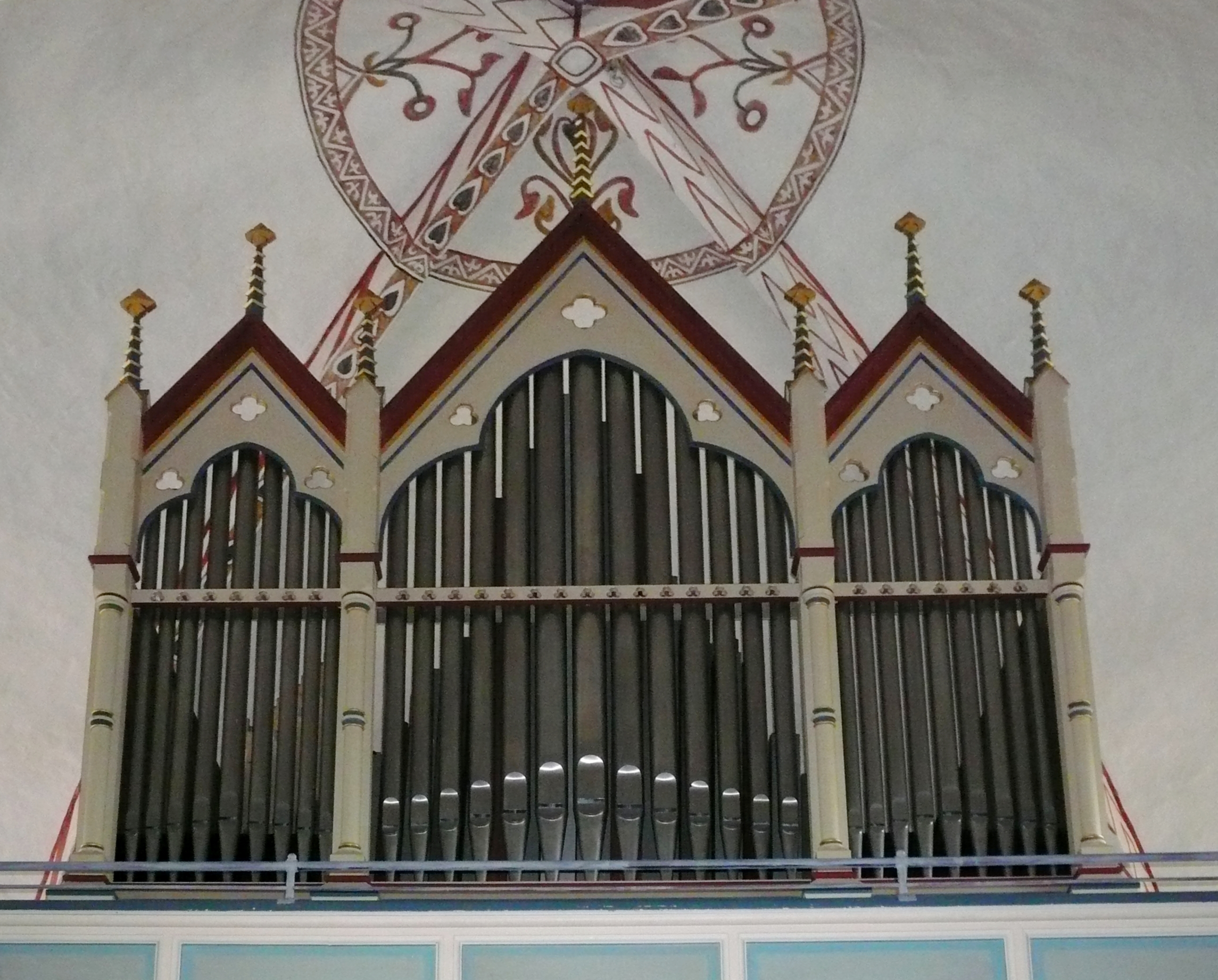
Die Orgel

Während der Amtszeit von Johann Anton de Reiss (Pastor von 1733 bis 1746) gelangten zwei reiche Bremer Brüder und Kaufleute nach St. Jürgen und boten an, der Kirche eine Orgel zu stiften. Sie stellten einzig die Bedingung, dass sich die Gemeinde verpflichten müsse, sie und später ihre Erben an je einem Sonntag und einem Festtag im Jahr mit dem Torfkahn aus Bremen abzuholen und vor Ort zu bewirten. Der Handel kam jedoch aus in den Niederschriften nicht erwähnten Gründen nicht zustande.
Das erste Dokument bezüglich einer Orgel in St. Jürgen ist somit ein Bauvertrag für Peter Tappe aus Verden mit Datum vom 14. Februar 1825. Demnach sollte der Orgelbauer die fehlenden Posaunenstimmen „von Holz in einer Länge von 16 Fuß mit allem Zubehör“ liefern, sodann sei die Konstruktion vollendet. Am 7. September 1826 genehmigte das königliche Konsortium per Verfügung die Orgel, die „zwecks Hebung des gemeindlichen Kirchengesangs“ gebaut wurde.
Nach zahllosen Ausbesserungen stellte Johann Hinrich Röver aus Stade am 4. Juli 1878 einen Kostenvoranschlag für eine weitere Reparatur aus und empfahl einen Neubau, den die Gemeinde jedoch zunächst ablehnte. 1896 schließlich erfolgte die Genehmigung für eine neue Orgel. Den Zuschlag erhielt Heinrich Röver, der Sohn Johann Hinrichs. Am  16. September 1897 war die offizielle Abnahme. Während des Ersten Weltkrieges mussten 31 Prospektpfeifen aus 108 Kilogramm Zinn als sogenannte „Metallspende“ für die Rüstungsproduktion abgeliefert werden. Die Orgel entging 1982 nur knapp einem Ausbau, ist inzwischen denkmalgeschützt und wurde zuletzt 1986 durch Alfred Führer restauriert.
Das Instrument hat zwölf Register auf zwei Manualen und Pedal. Sie sind mit pneumatischen Hängeventilladen mit Barkerhebel ausgestattet. Der Winddruck des Gebläses beträgt 75 mmWS.
| I Hauptwerk C–f3 |     |
| Bordun           | 16′ |
| Principal        | 8′  |
| Gamba            | 8′  |
| Hohlflöte        | 8′  |
| Oktave           | 4′  |
| Mixtur III       |     |

| II Oberwerk C–f3            |    |
| Lieblich Gedackt            | 8′ |
| Salicional                  | 8′ |
| Harmonieflöte (überblasend) | 4′ |

| Pedal C–d1    |     |
| Subbass       | 16′ |
| Principalbass | 8′  |
| Gedacktbass   | 8′  |

- Mechanische Koppeln: Manual, Pedal, Oktav, Pedal zum I & II

#### Glocken
Die St.-Jürgens-Kirche hat eines der wertvollsten Geläute im Großraum Bremen. Die kleinste Glocke, eine Zuckerhutglocke, stammt noch aus der Bauzeit der Kirche. Die beiden großen Glocken wurden beim Bau des Turmes Ende des 15. Jahrhunderts vom Bremer Glockengießer Goteke Klinghe gegossen.
| Glocke           | 1              | 2              | 3                     |
| ---------------- | -------------- | -------------- | --------------------- |
| Name             | Maria          | Katrina        | –                     |
| Durchmesser (mm) | 1031           | 962            | 652                   |
| Gießer           | Goteke Klinghe | Goteke Klinghe | unbezeichnet          |
| Gussjahr         | 1474           | 1478           | 4. V. 12. Jahrhundert |
| Ton              | ges′+7         | as′+3          | as″+6                 |

Inschriften
- Glocke 1: ANNO DM. MCCCCLXXIIII. MARIA IK HETE. DAT KARSPEL TO SUNTE JURGEN HEFT MI LATEN GHET
- Glocke 2: ANNO DM. MCCCCLXXVIII KATRINA IK HETE: DAT KARSPEL TO SANTA JURGEN MI HEBBEN LATEN GHT
- Glocke 3: inschriftslos, als einzige Zierde ein Ziering auf dem Wolm

## Weitere Bauten

### Pfarrhaus
Zweiständerhallenhaus in Fachwerk mit Steinausfachungen und reetgedecktem Krüppelwalmdach, errichtet Mitte des 19. Jh. östlich der Kirche. Bei Erneuerung um 1930 Wände teilweise massiv in Backstein ersetzt.

### Scheune
Auf der Friedhofsmauer errichteter Fachwerkbau mit Steinausfachungen, und reetgedecktem Walmdach. Errichtet Mitte 19. Jh. östlich der Kirche, direkt neben dem Pfarrhaus.

### Küster- und Schulhaus

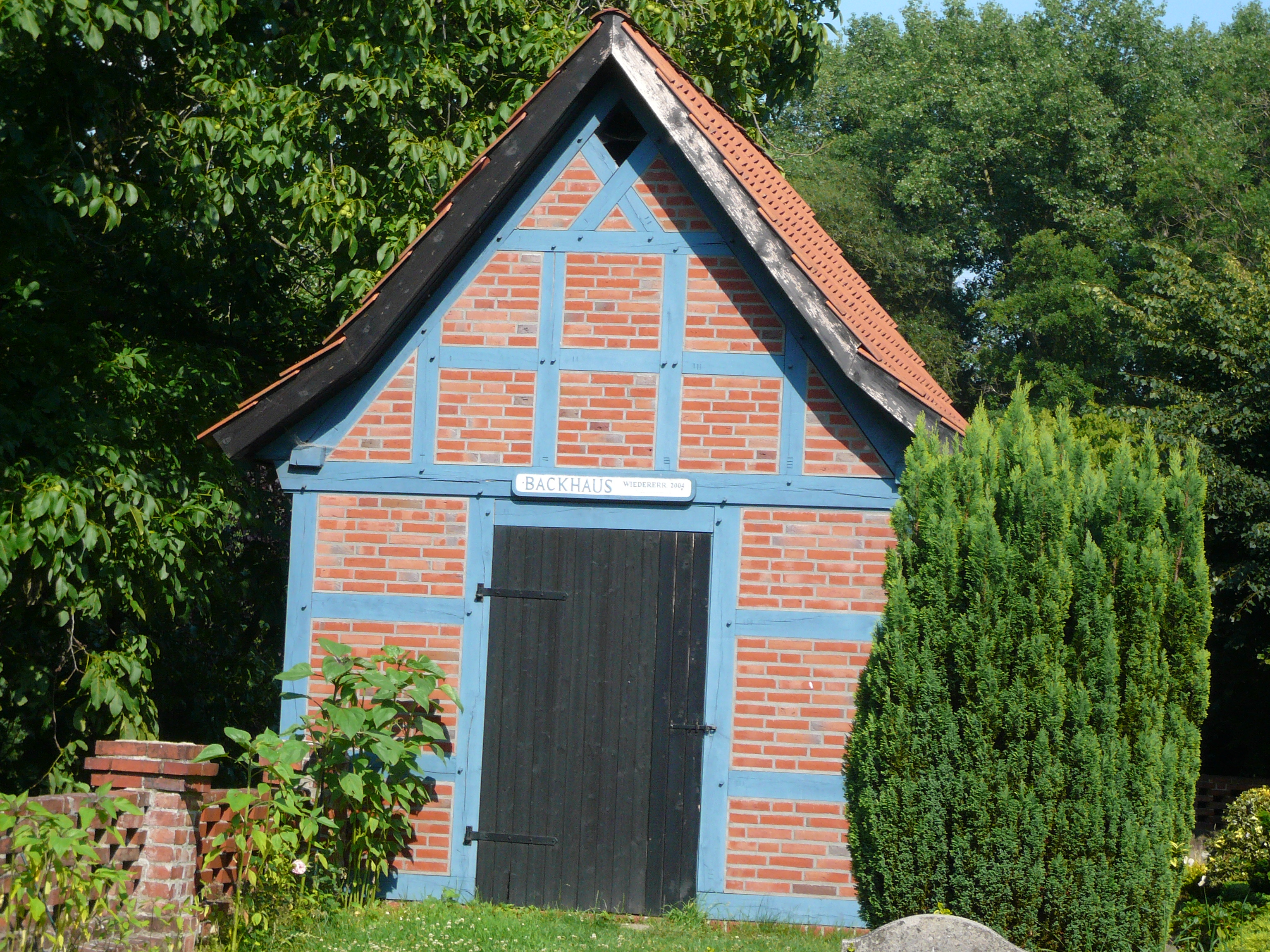
Backhaus

Westlich der Kirche neben dem Turm steht das Haus des Küsters. Bis zur Mitte des 18. Jahrhunderts musste jeder Küster es aus eigenem Vermögen bauen und unterhalten. 1742 erwirkte Küster Siedenburg beim Konsortium in Stade durch den Kirchenvorstand, dass die Gemeinde für den Bau seines Hauses aufkommen und sich für dessen Unterhalt verpflichten solle. Die Gemeindemitglieder akzeptierten dies, weigerten sich aber, auch noch die Kosten für eine geplante angrenzende Scheune zu übernehmen, so dass Siedenburg sie selbst bezahlen musste. Zum Küsterhaus, in dem sich auch die Wohnung des Organisten befand, gehörte ein Garten am Wümmedeich. Es war vermutlich das Grundstück des heutigen Hauses Nr. 4. Das Küsterhaus wurde öfter umgebaut und saniert.
Nachdem der Pastor den Unterricht an den Küster abgegeben hatte, fanden im Küsterhaus gleichzeitig Lehrstunden, Familienleben und gewerbliche Tätigkeit statt, bevor 1745 ein kleines abgetrenntes Schulhaus errichtet wurde. Im Vorfeld der sonntäglichen Gottesdienste war das Küsterhaus jahrzehntelang bis weit in das 20. Jahrhundert auch Gastwirtschaft mit Ausschank. Noch im 18. Jahrhundert gab es hier eine Trennung von Männern und Frauen. Während Letztere ins Pfarrhaus zogen, tranken die Männer im Haus des Küsters. In diesem Zusammenhang beklagte sich 1877 der Pastor Schönfeld über die Zugluft und die Kälte auf der Diele, die einen dortigen Aufenthalt nicht angenehm mache und viele Männer vom Kommen abhielte, sodass auch die Gottesdienste nur sehr schlecht besucht seien. Er bat um den Bau eines Schornsteins. Am 21. Oktober und am 23. November 1877 stellte der Kirchenvorstand Anträge zu der dann durchgeführten Sanierung.
1884 erhielt der Kirchen- und Schulvorstand eine Aufforderung, Pläne zur Erweiterung des Hauses vorzulegen. Im November 1884 genehmigte das Konsortium die Pläne für den Erweiterungsbau. Bauunternehmer Johann Lürßen aus Ritterhude führte die Arbeiten durch. Es entstand in der heutigen Form 1885 das eingeschossige Gebäude in Backstein mit hohem Drempel, ziegelgedecktem Satteldach, mit einem Giebeldreieck in Fachwerk und Steinausfachung und mit dem Anbau eines Scheunenteils in Fachwerk mit eigenem Satteldach; 1897 wurde das Haus nochmals erweitert und umgebaut.
Im Haus wurde 1844 der Maler Christian Ludwig Bokelmann (1844–1894) geboren, Meisterlehrer von Fritz Mackensen.
Ein Anwärter auf das Amt des Küsters war der Schriftsteller Arno Schmidt. Aus Briefwechseln mit Alfred Andersch und Helmut Heißenbüttel geht hervor, dass er sich ab Sommer 1957 auf die Suche nach einer Wohnung in Norddeutschland machte. Am 9. Oktober informierte er Andersch über die freie Küsterstelle in St. Jürgen. Das Küsterhaus sei für 80 Deutsche Mark im Monat zu mieten, so man sich bereit erkläre, Küsterdienste zu übernehmen. Schmidt zeigte sich fasziniert von der Einsamkeit der Kirche und der eventuellen Wohnmöglichkeit und beabsichtigte, dort sein Werk Lilienthal 1801, sehr viel später unter dem Titel Arno Schmidts Lilienthal 1801, oder Die Astronomen. Fragmente eines nicht geschriebenen Romans veröffentlicht, zu schreiben. Aus diesem Grunde schickte er im Oktober eine entsprechende Bewerbung, erhielt aber im November einen abschlägigen Bescheid.

### Backhaus
Das Backhaus ist ein kleiner Wandständerbau auf der Friedhofsmauer in Fachwerk mit Steinausfachung und Satteldach in Ziegeldeckung, errichtet Anfang des 19. Jh.

## Friedhöfe

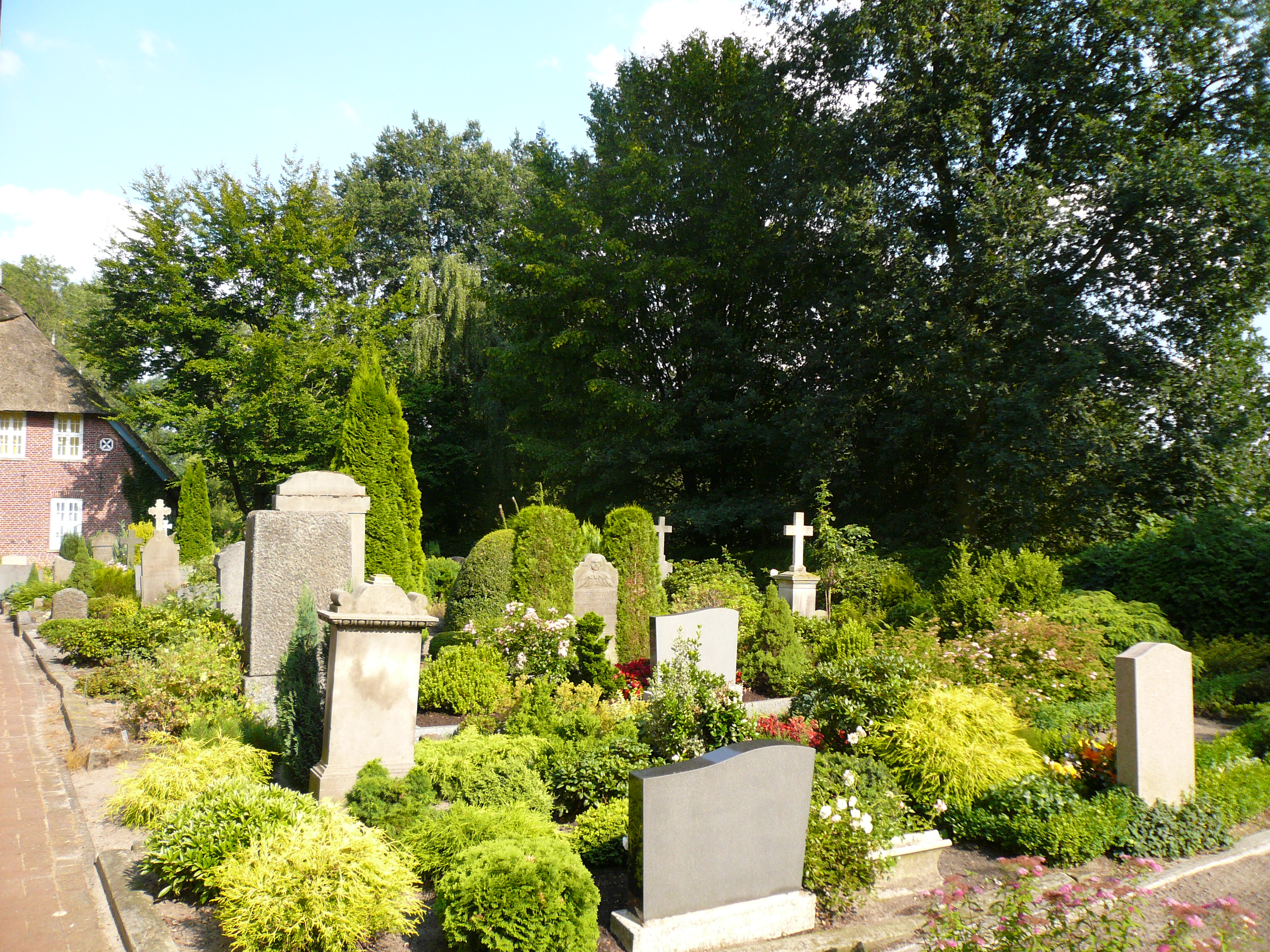
Die Südseite des alten Gemeindefriedhofs an der Kirche

Die St.-Jürgens-Kirche verfügt über zwei Friedhöfe. Der ältere von ihnen umgibt das Kirchengebäude mit Ausnahme der Westseite nahezu vollständig und stammt noch aus der Zeit der ersten Kapelle. Er nahm früher die Verstorbenen aller der Gemeinde angeschlossenen Orte auf. Den Pastoren und ihren Angehörigen dagegen wurde die Ehre zuteil, innerhalb der Kirche beerdigt zu werden. Seit der Einrichtung eines neuen Friedhofs ist der alte nur noch für Beisetzungen der Ortschaften Moorhausen, Niederende, Höftdeich, Vierhausen, Mittelbauer und Wührden sowie ehemals auch Worpheim vorgesehen. Als berühmtestes und sehenswertestes Grab gilt jenes des Unterrichters Hinrich Barnstorf (laut anderen Quellen: Barrenstorff) von 1751. Im oberen Drittel des Grabsteins ist er als Landvogt auf seinem Pferd reitend dargestellt, mit einer Gesetzesrolle und einem Richtstab in der Hand. Auf dem Friedhof steht mit einer Eiche aus dem Jahr 1770 auch der älteste Baum des kleinen Gebäudeensembles. Bis Anfang des 20. Jahrhunderts verheerten die jährlichen Überschwemmungen oftmals auch den Friedhof, spülten die Erde weg und rissen zahlreiche Gräber auf.
Nach mehreren Jahrhunderten erzwangen Platzprobleme die Anlegung einer neuen Gräberstätte. Sie sollte aus logistischen Gründen am anderen Ende des Gemeindegebietes liegen und den Ortschaften Oberende, Torfmoor, Frankenburg und Kleinmoor vorbehalten sein. Am 20. März 1844 unterzeichnete man einen Vertrag, demzufolge der herrschaftliche Handkötner Claus Garbade aus Torfmoor den einzelnen Gemeindevorstehern für 100 Goldtaler etwas mehr als einen Morgen unkultiviertes Land verkaufte. Nach der Zustimmung der kirchlichen Aufsichtsbehörde beschlossen die Gemeindeältesten am 22. September desselben Jahres gemeinsam mit dem Pastor H. C. A. Thumann (tätig von 1837 bis 1845) die Einrichtung des neuen Friedhofs. Er liegt heute im Lilienthaler Ortsteil Frankenburg (ehemals Torfmoor) an der Lüninghauser Straße. Er ist 76 Meter lang und 32 Meter breit. Die Friedhöfe unterstanden nicht dem Pastorat, sondern wurden direkt von den Bauerschaften des St.-Jürgens-Landes verwaltet und unterhalten.

## Kirchengemeinde

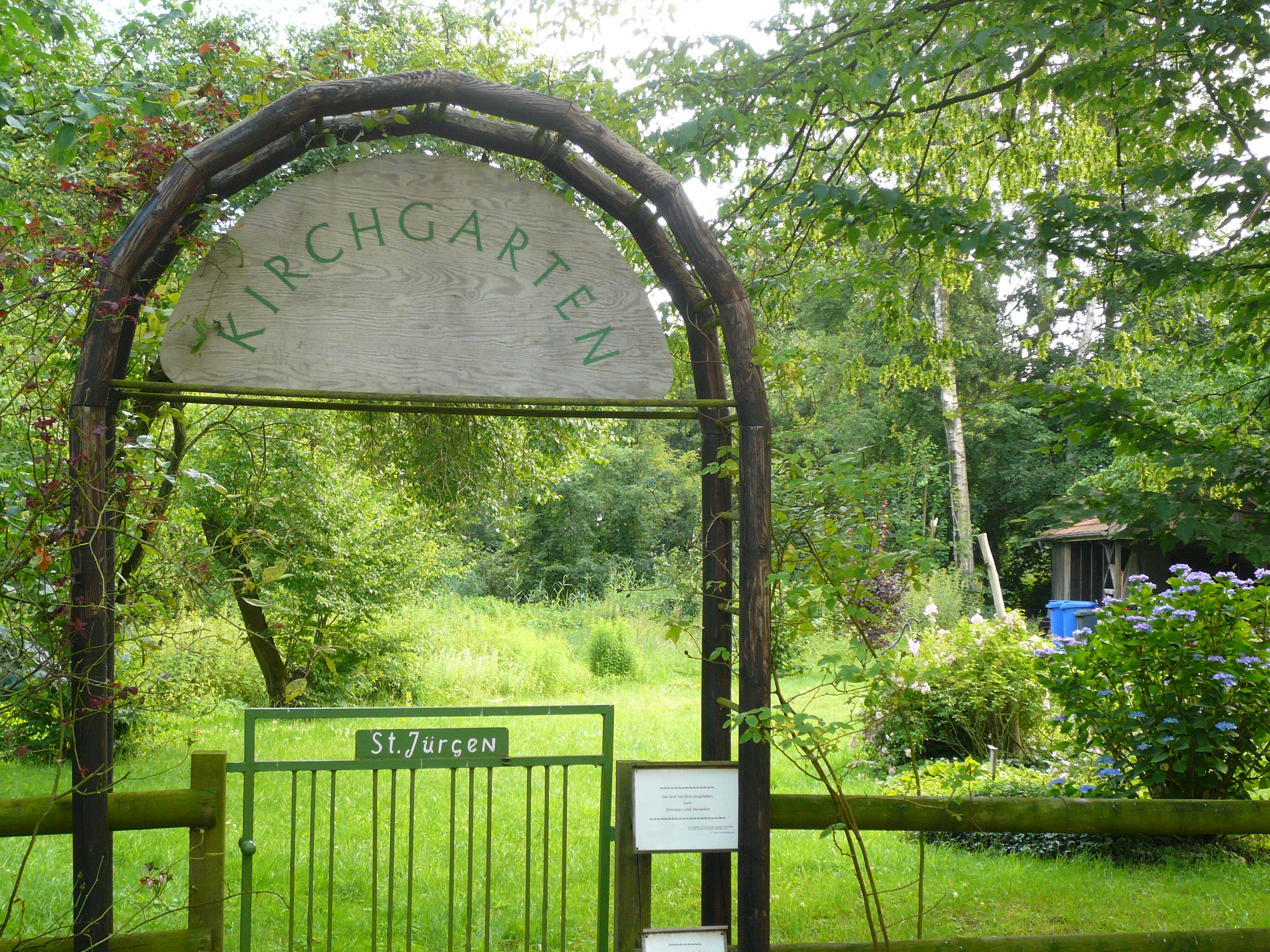
Der öffentliche Gemeindegarten an der Kirche St. Jürgen im Juli 2009

Das Gebiet der Gemeinde umfasste bis 2015 die ehemaligen Orte der Kommune St. Jürgen einschließlich St. Jürgen selbst, die 1974 alle nach Lilienthal eingemeindet worden waren, und erstreckte sich über eine Länge von elf Kilometern, wobei die Kirche am westlichen Ende des Einzugsgebietes angesiedelt ist. Als Pastor mit der längsten Amtszeit gilt Johann Wilhelm Hönert, der von 1758 bis 1790 tätig war und sich auch als akribischer Chronist hervortat.
Als 1969 der langjährige Pastor Hermann Schulz in Rente ging, folgte eine ungefähr zehnjährige Vakanz des Postens, da die Kirchenkreisoberen die Gemeinde als zu klein für eine Wiederbesetzung befanden und St. Marien in Lilienthal zuordneten. Während dieser Zeit wurde St. Jürgen also gottesdienstlich und seelsorgerisch von den Lilienthaler Pastoren betreut. Wegen der großen Ausdehnung des Gemeindegebietes existierte im Lilienthaler Ortsteil Frankenburg ein Nebenzentrum: In den 1960er Jahren gewährte die dortige Schule St. Jürgen jahrelang Gastrecht, bevor man 1971 eigene Räumlichkeiten bezog – primär für ältere Mitglieder ohne Mitfahrgelegenheit in die Kirche und Konfirmanden. Dafür wurde ein Bauernhaus unter der baulichen Leitung des Kirchlichen Amtes für Bau- und Kunstpflege umgestaltet. Es entstanden Versorgungsräume, eine Teeküche und im rückwärtigen Teil ein schlichter 100 Quadratmeter großer Gemeindesaal. 1975 rief Pastor Henning Brandes den Frauenkreis Frankenburg ins Leben, der drei Jahre später bereits 50 Mitglieder zählte.
Bereits seit 2008 arbeiteten die Kirchenvorstände der Lilienthaler Gemeinden St. Jürgen und St. Marien sowie der Kirchenausschuss der Martinsgemeinde als Regionalgemeinschaft zusammen und organisierten beispielsweise Gottesdienste, Sommerkirchen, Konfirmandenunterricht, Besuchsdienste, Personalplanung, Gebäudemanagement und Ausschüsse gemeinsam. Im Juli 2009 stellte St. Jürgen mit 1056 Mitgliedern (1969 waren es noch 1250) die kleinste Gemeinde im Kirchenkreis Osterholz-Scharmbeck. Als hauptamtliche Stellen existieren zu jener Zeit eine halbtägige Pastorenstelle, eine Sekretärin für elf Stunden und eine Küsterin für zehn Stunden in der Woche, eine Raumpflegekraft sowie eine Organistin mit C-Prüfung. Verwaltet wurde die Gemeinde – die Frauengruppen, einen Chor, Konfirmandengruppen und einen Bläserkreis besaß – vom Kirchenvorstand. An jedem zweiten Sonntag im Monat wurde ein Gottesdienst gehalten, dessen Besucherzahl dem Durchschnitt in der Hannoverschen Landeskirche entspricht. Häufig fanden in der Kirche Trauungen statt, wobei 30 bis 40 Prozent der Paare von außerhalb kamen.
Die sowohl personell als auch finanziell sinkende Ausstattung von St. Jürgen machte eine Eigenständigkeit jedoch immer schwieriger. Ende 2014 stand der Gemeinde nur noch eine Viertel-Pastorenstelle zu und lediglich durch geschickte Organisation in der Regionalgemeinschaft war es weiterhin möglich, zweimal monatlich und an allen hohen Feiertagen einen Gottesdienst in St. Jürgen zu feiern. Am 1. Januar 2015 fusionierten die bis dahin eigenständigen Kirchengemeinden St. Marien und St. Jürgen zur neuen Kirchengemeinde Lilienthal. Diese hat etwa 7700 Mitglieder und besitzt als Gotteshäuser die Klosterkirche St. Marien, die Kirche St. Jürgen sowie die Truper Kapelle.